# Collection Russell

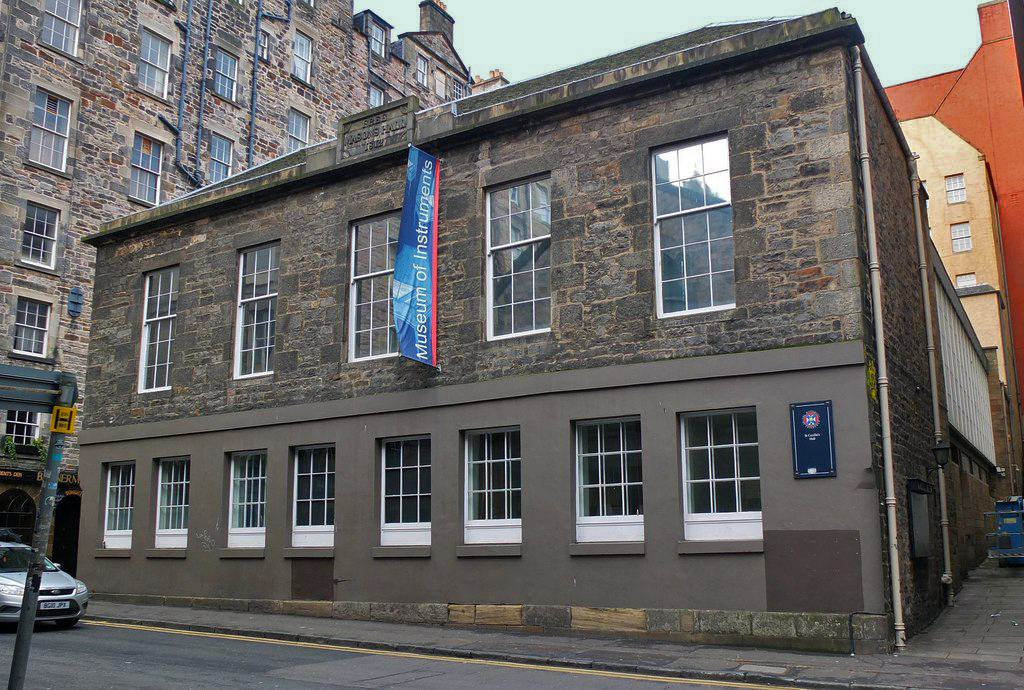
St Cecilia's Hall, Édimbourg, où se trouve la collection.

La collection Russell est une importante collection d'instruments à clavier anciens assemblés par le claveciniste et organologue britannique Raymond Russell. Elle fait partie de la collection des musées d'instruments musicaux de l'Université d'Edimbourg et se trouve dans le St Cecilia's Hall. Son nom complet est la Raymond Russell Collection of Early Keyboard Instruments (« Collection Raymond Russell des instruments anciens à clavier »).

## Histoire
Raymond Russell, un claveciniste et organologue britannique, achète son premier instrument à clavier historique en 1939. Au cours des vingt années suivantes, il rassemble une collection considérable de clavicordes et clavecins du XVIIe et du XVIIIe siècle. Sa collection comprend des instruments de toutes les principales régions européennes de construction de clavecins : un certain nombre d'épinettes anglaises ; les premiers clavecins et virginals d'Italie ; des instruments flamands des Ruckers ; un instrument français tardif de Pascal Taskin ; et un clavicorde et un clavecin du nord de l'Allemagne, tous deux de Johann Adolph Hass. Russell décrit de nombreux instruments en détail dans son livre Le clavecin et le clavicorde : une étude introductive, publié en 1959. 
En 1960, Russell décide de faire don de sa collection à l'Université d'Édimbourg, où elle devait devenir le noyau d'un centre de recherche sur la pratique d'interprétation au clavier et de l'organologie, mais ce plan n'est pas achevé au moment de sa mort soudaine, à Malte en 1964, à l'âge de quarante et un ans. Plus tard cette année, en sa mémoire et conformément à ses souhaits, sa mère Maud Russell fait don de presque toute sa collection — dix-neuf instruments — à l'université ; le don comprend également ses notes et sa collection de photographies documentaires. La collection est logée dans le St Cecilia's Hall à Édimbourg, qui a ouvert ses portes en tant que musée en 1968 ; le récital d'ouverture ayant été donné par Gustav Leonhardt. 
L'université achète deux autres instruments de la collection de Russell — un double clavecin anglais de Jacob Kirckman, acheté aux enchères en 1970, et un double clavecin français de Jean Goermans et Taskin, acheté à Maud Russell en 1974 — ce qui porte le nombre total à vingt et un.

## Instruments
Les 21 instruments de la collection représentent les cinq principales zones géographiques ou écoles nationales de lutherie - Angleterre, Flandre, France, monde germanophone et péninsule italienne — et plus de deux cents ans d'histoire de l'artisanat. 

### Angleterre
Les instruments anglais de la collection comprennent : 
- un virginal rectangulaire fait par Stephen Keene en 1668[4]
- une épinette hexagonale attribuée à John Player, réalisée vers 1705[5]
- un clavecin à un clavier de Thomas Hancock, fabriqué en 1720[6]
- une épinette en noyer de Thomas Hitchcock, datée de 1728[7]
- une épinette courbe faite en 1757 par Sir John Harrison Burnett[8]
- un clavecin à deux claviers finement décoré par Jacob Kirckman, datant de 1755[9]
- une épinette courbe écossaise, fabriquée à Édimbourg en 1784 par Neil Stewart[10]
- un clavecin à un clavier de John Broadwood and Sons, fabriqué en 1793[11]

### Flandre
La collection comprend quatre clavecins flamands, tous fabriqués à Anvers : 
- un clavecin à deux claviers fabriqué par Andreas Ruckers l'Ancien en 1608[12]
- un clavecin à un clavier d'Ioannes Ruckers, daté de 1637[13]
- un clavecin transpositeur à deux claviers, également de Ioannes Ruckers, 1638[14]
- un clavecin à un clavier d'Ioannes Couchet, fabriqué en 1645[15]

### France

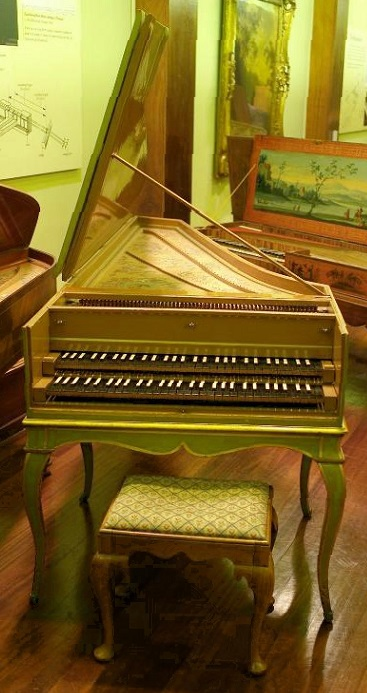
Clavecin par Pascal-Joseph Taskin (Paris, 1769)

Les deux instruments français sont : 
- un clavecin à double clavier fabriqué par Jacques Goermans en 1764, ravalé par Pascal Taskin en 1783-1784, anciennement propriété d'Arnold Dolmetsch[16]
- un clavecin à double clavier de Taskin, fabriqué en 1769[17]. Cet instrument avait appartenu à Alexandre Taskin, baryton à l'Opéra comique, dont la fille Arlette avait épousé Louis Vierne.

### Allemagne
Il y a deux instruments nord-allemands, tous deux fabriqués à Hambourg par Johann Adolph Hass : un clavicorde non fretté datant de 1763 et un clavecin à un seul clavier fabriqué en 1764 Il y a aussi un petit clavicorde allemand à trois frettes, cerca 1700,

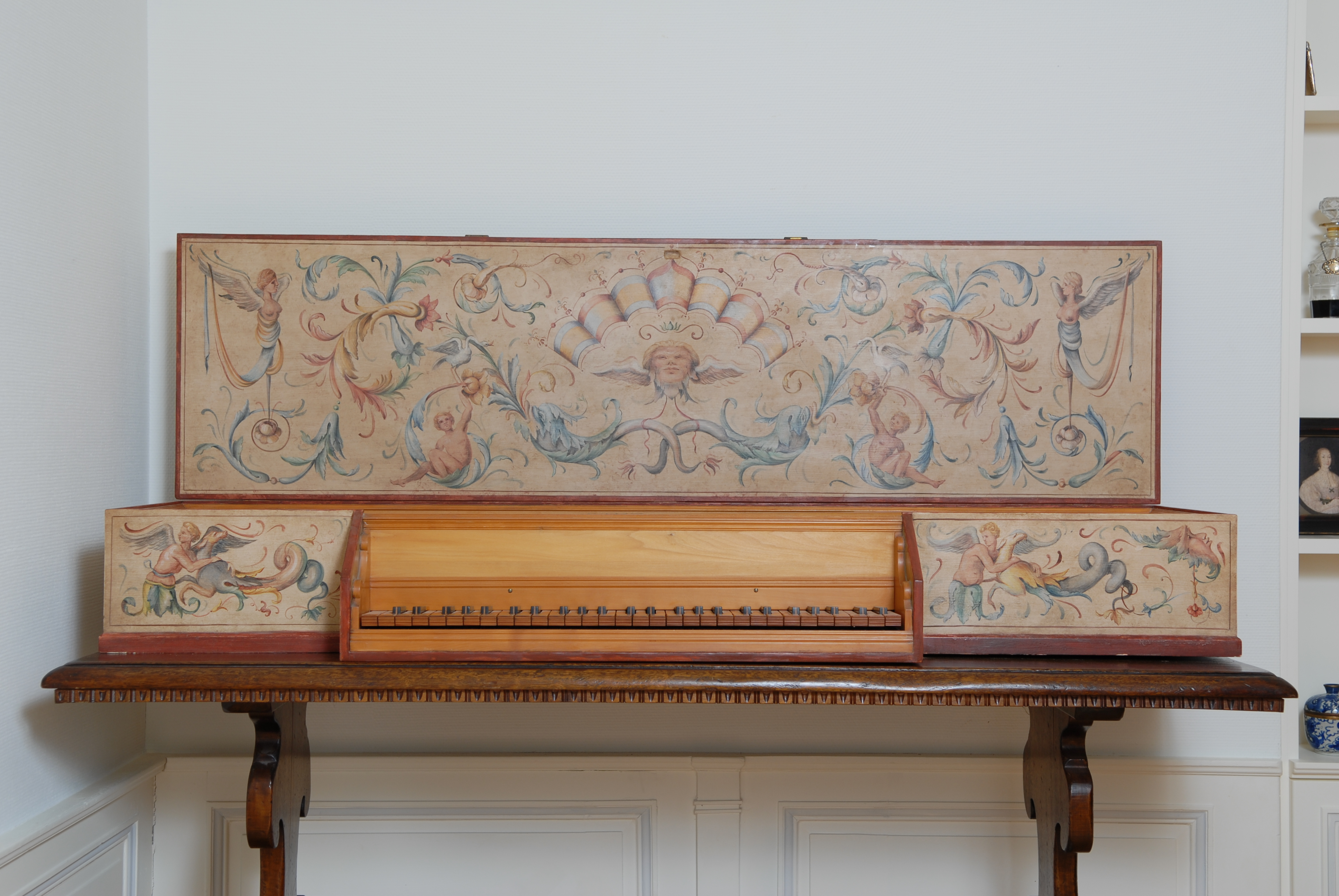
Virginal d'Alessandro Bertolotti, 1586.

Les instruments d'Italie comprennent : 

### Italie
- un virginal pentagonal intérieur-extérieur réalisé en 1586 par Alessandro Bertolotti[22]
- un clavecin intérieur-extérieur simple clavier anonyme datant d'environ 1620[23]
- un clavecin triple clavier de Stefano Bolcioni, fabriqué en 1627[24]
- une épinette ottavino fabriquée par Petrus Michael Orlandus en 1710[25]

## Discographie
- John Kitchen, claviers – vol. 1 (15-18 décembre 2000, Delphian DCD 34001) (OCLC 811456176) — permet d'écouter neuf instruments de la collection.
- John Kitchen, claviers – vol. 2 (13-15 avril 2005, Delphian) (OCLC 921911732)
- La Paix du parnasse : François Couperin - Lucy Carolan et John Kitchen, clavecins (2-4 septembre 2002, Delphian) (OCLC 56323647)
- Haendel, Ouvertures - John Kitchen, clavecin Kirckman 1755 (17-18 décembre 2008, Delphian) (OCLC 811456579)

## Voir également
- Musée des instruments de musique
- Musée national des instruments de musique
- Lieux d'exposition de clavecins anciens
- Histoire du clavecin